# La Princesse Grioza
La Princesse Grioza ou La Princesse lointaine ou La Princesse-rêve (en russe : Принцесса Грёза) (1896) est un tableau du peintre russe Mikhaïl Vroubel, d'après le personnage de la pièce d'Edmond Rostand.

## Histoire de la création

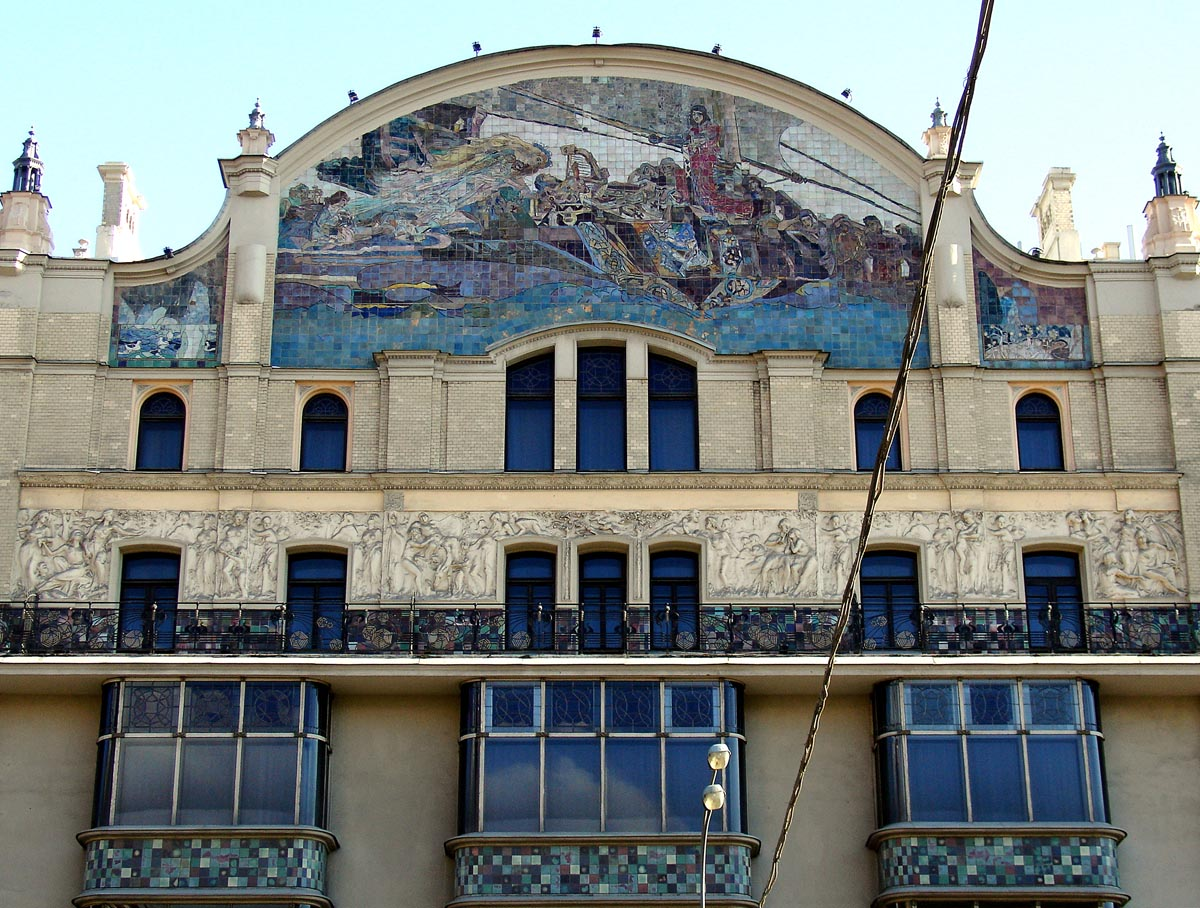
Metropol Hotel Moscou 1905

Le panneau de La Princesse Grioza est parmi les plus célèbres de Moscou. Il est créé par Mikhaïl Vroubel, sur base de l'intrigue du drame poétique en vers d'Edmond Rostand, La Princesse lointaine. La traduction du mot russe Grioza est rêve et le titre est également traduit : La Princesse-rêve. La traduction du texte de Rostand est due à Tatiana Chtchepkina-Koupernik qui reprend le nom de Princesse lointaine dans sa traduction en français. La première de la pièce en Russie a lieu en janvier 1896 à Saint-Pétersbourg. L'histoire romantique d'un désir devenu amour et d'une beauté parfaite, dont la contemplation est au prix de la mort, a eu un succès retentissant auprès du public russe. Le tableau représente un jeune chevalier mourant, alors qu'une princesse est penchée sur lui. Les mots Princesse Grioza sont tellement populaires qu'ils sont repris à l'époque dans le monde de la publicité pour désigner des marques de parfums ou de biscuits. En 1900, la pièce est montée sur la scène du Nouveau théâtre de Moscou, puis du Théâtre Mariinsky par le metteur en scène russe Iuli Ivànovitx Bleikhman (ca).
En 1896, Serge Witte commande à Vroubel deux panneaux pour l'exposition des arts et de l'industrie de toute la Russie à Nijni Novgorod. L'un des deux reprend le sujet de la pièce de Rostand et l'autre reprend Mikoula Selianinovitch, un personnages des bylines. Toutefois, l'examen du panneau et des esquisses de Vroubel ne donne pas satisfaction aux membres de l'Académie russe des beaux-arts, constituant le jury. Ils recommandent de ne pas présenter ces panneaux à l'exposition. C'est alors que Savva Mamontov décide très rapidement de prendre en charge la construction d'un pavillon séparé pour ces deux œuvres pour passer outre à la décision des académiciens. Mais l'entreprise de Mamontov se solde par un échec. Les réactions du public sont hostiles et virulentes. Vroubel est accusé de décadentisme parce qu'il refuse le réalisme ainsi que le rôle social attribué à l'Art par les Ambulants,.
Le panneau est exposé aujourd'hui dans la salle des œuvres de Vroubel à la Galerie Tretiakov.
Lors de la réalisation de l'hôtel Métropole de Moscou, Mamontov eut l'idée de rendre le panneau de Vroubel accessible au public en le réalisant en céramique sur la façade du bâtiment.